# Gran natura morta (Pablo Picasso)
Gran natura morta (Grande nature morte) és un oli sobre tela de 87 × 116 cm pintat per Pablo Picasso l'any 1918 i dipositat al Museu de l'Orangerie de París.

## Context històric i artístic
Gran natura morta és l'única obra de la col·lecció Walter-Guillaume que pertany a l'època cubista estricta de Picasso, encara que sigui tardana, ja que sembla que data del 1918. Fou preservada per Domenica (la vídua del col·leccionista d'art Paul Guillaume) i sembla haver estat realitzada durant l'estada de l'artista a Biarritz l'any 1918.

## Descripció
La composició, clàssica i fidel al dispositiu cubista, ofereix múltiples punts de vista: la taula i els objectes disposats sobre ella es veuen alhora de cara i de dalt a baix. Aquests objectes són, a més, els motius habituals de la natura morta cubista: la fruitera, l'ampolla, la copa. Però ací tenen un aspecte fàcilment llegible (contràriament als de les composicions gairebé abstractes dels anys anteriors), trenquen amb les lleis tradicionals de la perspectiva i fan obsoleta qualsevol noció de realisme.
Geneviève Allemand veu en aquesta obra un exemple de cubisme moderat:
| « | "Els plans elevats, els objectes deformats, però ja dislocats, es retroben en algunes natures mortes amb vetllador davant d'una finestra del 1919, moderadament cubistes com aquesta, que constitueixen una mena de classicisme del cubisme analític..." | » |

Ací, la taula és representada per un gran paral·lelepípede de color beix, el qual sembla surar gairebé verticalment en l'espai i amb els objectes de la part superior en un equilibri precari. La superposició de plànols i la gamma de colors que cerquen transmetre la textura dels materials (en especial, la fusta) recorden els experiments anteriors de Picasso sobre el collage i el cubisme sintètic.